# Ceuthomantis
A Ceuthomantis a kétéltűek (Amphibia) osztályába, a békák (Anura) rendjébe és a Craugastoridae családba, azon belül a Ceuthomantinae alcsaládba tartozó nem.

## Előfordulása
A nembe tartozó fajok Guyanában, Venezuelában és Brazíliában 500 és 1500 méter magas hegyvidékeken honosak.

## Rendszerezés
A nembe az alábbi fajok tartoznak:
- Ceuthomantis aracamuni (Barrio-Amorós & Molina, 2006)
- Ceuthomantis cavernibardus (Myers & Donnelly, 1997)
- Ceuthomantis duellmani Barrio-Amorós, 2010
- Ceuthomantis smaragdinus Heinicke, Duellman, Trueb, Means, MacCulloch, & Hedges, 2009